# آزتیدین
آزتیدین (به انگلیسی: Azetidine) یک ترکیب شیمیایی است. که جرم مولی آن 57.09 g/mol می‌باشد.